# Botorrita
Botorrita és un municipi de la província de Saragossa situat a la comarca de Saragossa. El 2023 tenia 572 habitants.